# Lasiacis divaricata
Lasiacis divaricata là một loài thực vật có hoa trong họ Hòa thảo. Loài này được (L.) Hitchc. mô tả khoa học đầu tiên năm 1910.

## Hình ảnh

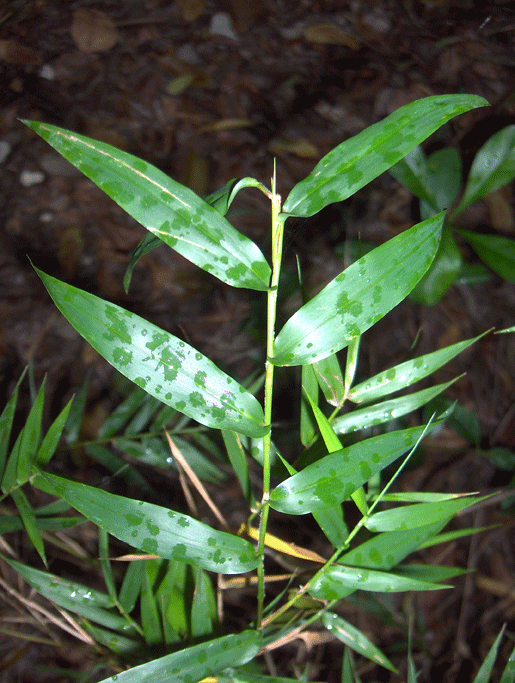